# Корнацький Василь Михайлович
Васи́ль Миха́йлович Корна́цький — український лікар-кардіолог, доктор медичних наук — 2002, професор — 2004. Заслужений лікар України, відмінник охорони здоров'я України. Відзначений орденом «За заслуги» III (2000), II (2016) ступенів, медаллю імені М. І. Пирогова, медаллю імені академіка М. Д. Стражеска «За заслуги в охороні здоров'я», почесною грамотою Кабінету Міністрів України, Міністерства охорони здоров'я, Національної академії медичних наук України, Української Ради Миру, Комітету Верховної Ради України з питань охорони здоров'я.

## Життєпис
Дитинство та юність пройшли в містечку Заліщики. Здобуваючи середню освіту, одночасно заочно навчався у фізико-математичній школі при Московському університеті, та дитячій музичній школі, клас скрипки й фортепіано; постійно брав участь в обласних та республіканських олімпіадах.
1973 року закінчив Чернівецький медичний інститут, після інтернатури спрямований на роботу в одну із сільських лікарень Чернігівщини. У 1977 році повернувся на Тернопільщину, працював головним лікарем у Великобірківській, згодом — у Підволочиській районних лікарнях.
1989 року очолює реабілітаційний санаторій «Медобори», одночасно за сумісництвом працює асистентом кафедри факультетської терапії Тернопільського медичного інституту. 1992 року захистив кандидатську дисертацію за спеціальністю «Ревматологія». Від 1994 року — заступник начальника Головного управління лікувально-профілактичної допомоги МОЗ України.
Із 1997 року — заступник директора з клінічної роботи та завідувач відділу медико-соціальних проблем кардіології Інституту кардіології НАМНУ. В той же час — професор кафедри управління охороною здоров'я Національної медичної академії післядипломної освіти.
2002 року захистив докторську дисертацію за спеціальністю «Соціальна медицина». Того ж року — професор кафедри управління охороною здоров'я.
Є автором понад 200 наукових праць, з яких 30 монографій та посібників. Науковий керівник 6 кандидатських, науковий консультант 4 докторських дисертацій.
Напрями наукових досліджень:
- медико-соціальні проблеми кардіології;
- питання етичності експертизи клінічних досліджень лікарських засобів.

Чоловік Алли Корнацької, виховали дочку Ганну та двох синів — Юрія й Ігоря, тішаться онучками Софійкою та Марійкою.
Є автором понад 20 пісень, які видані й перевидані в аудіо-альбомі «Чим жив, живу і жити буду».

### Серед робіт
- «Проблема здоров'я та оптимізації медичної допомоги населенню України», 2002
- «Вартість та ціноутворення кардіологічної допомоги в Україні», 2005
- «Академік Стражеско та сучасність», 2006
- «Державні цільові програми покращення здоров'я народу», 2007
- «Хвороби системи кровообігу і психічне здоров'я», 2009
- «Етичні аспекти досліджень лікарських засобів в Україні», 2010; усі в співавторстві.